# Piazza Liber Paradisus
La Piazza Liber Paradisus est une place entièrement piétonne à Bologne située sur deux niveaux, en souterrain et en surface, sur laquelle se trouve le siège principal de l'administration municipale de la ville. Les bureaux sont situés dans le complexe du Palazzo Bonaccorso, un bâtiment avec des parois de verre qui domine la place. Il porte le nom du maire Bonaccorso da Soresina qui, en 1256, publia le texte de loi contenu dans le Liber Paradisus, duquel la place tire son nom.

## Crédit d’auteurs
- (it) Cet article est partiellement ou en totalité issu de l’article de Wikipédia en italien intitulé « Piazza Liber Paradisus » (voir la liste des auteurs).